# Reacció de Nef
La reacció de Nef és una reacció orgànica que descriu la hidròlisi àcida d'un nitroalcà (1) al corresponent aldehid o cetona (3), alliberant òxid de dinitrogen (4).
Va ser descrita el 1894 pel químic John Ulric Nef.